# I Feed You My Love
I Feed You My Love – singel Margaret Berger, wydany 23 stycznia 2013. Utwór napisali i skomponowali Karin Park i MachoPsycho.
Piosenka wygrała norweskie preselekcje do Eurowizji – Melodi Grand Prix 2013 i została reprezentantem Norwegii w Konkursie Piosenki Eurowizji 2013 w szwedzkim mieście Malmö. 18 maja podczas finału konkursu piosenka zajęła 4. miejsce z liczbą 191 punktów.
22 listopada 2013 został opublikowany teledysk do utworu, który wyreżyserowała Marie Kristiansen.
Singel znalazł się m.in. na 4. miejscu na oficjalnej liście sprzedaży w Norwegii i pokrył się platyną w tym kraju.

## Lista utworów
- Digital download[1]

1. „I Feed You My Love” – 3:02

- Digital download[9]

1. „I Feed You My Love” (Extended Version) – 3:19

## Pozycje na listach sprzedaży
| Kraj              | Notowanie (2013)       | Najwyższa pozycja | Certyfikat | Sprzedaż |
| ----------------- | ---------------------- | ----------------- | ---------- | -------- |
| Austria           | Ö3 Austria Top 40      | 51                |            |          |
| Belgia (Flandria) | Ultratop 50            | 21                |            |          |
| Dania             | Tracklisten            | 36                |            |          |
| Holandia          | MegaCharts             | 49                |            |          |
| Irlandia          | IRMA                   | 54                |            |          |
| Niemcy            | Official German Charts | 24                |            |          |
| Norwegia          | VG-Lista               | 4                 | platyna    | 10 000+  |
| Szwecja           | Sverigetopplistan      | 33                |            |          |
| Szwajcaria        | Schweizer Hitparade    | 26                |            |          |
| Wielka Brytania   | UK Singles Chart       | 80                |            |          |